# Cornel Abrudan
Cornel Abrudan (n. 25 octombrie 1870, Groși – d. 1959, Resighea) a fost un deputat în Marea Adunare Națională de la Alba Iulia, organismul legislativ reprezentativ al „tuturor românilor din Transilvania, Banat și Țara Ungurească”, cel care a adoptat hotărârea privind Unirea Transilvaniei cu România, la 1 decembrie 1918.:p. 272

## Biografie
A fost preot și protopop la Resighea, unde a și decedat în anul 1959.:p. 272

## Educație și studii
A terminat studiile teologice la Ujhorod. :p. 272

## Activitate politică
A fost delegat al cercului electoral Careii Mari la Marea Adunare Națională de la Alba Iulia din 18 noiembrie/ 1 decembrie 1918.